# Países Bajos en los Juegos Olímpicos de Pekín 2008
Los Países Bajos estuvieron representados en los Juegos Olímpicos de Pekín 2008 por un total de 237 deportistas que compitieron en 20 deportes.  
El portador de la bandera en la ceremonia de apertura fue el jugador de hockey sobre hierba Jeroen Delmee.

## Medallistas
El equipo olímpico neerlandés obtuvo las siguientes medallas:
| Nombre | Deporte                    | Competición                 |
| --- | -------------------------- | --------------------------- |
| Oro |                            |                             |
| Marianne Vos | Ciclismo en pista          | Carrera por puntos F        |
| Equipo | Hockey sobre hierba        | Torneo F                    |
| Anky van Grunsven (Salinero) | Hípica                     | Doma ind.                   |
| Maarten van der Weijden | Natación en aguas abiertas | 10 km M                     |
| Inge Dekker Ranomi Kromowidjojo Femke Heemskerk Marleen Veldhuis                                                                                           | Natación                   | 4 × 100 m libre F           |
| Marit van Eupen Kirsten van der Kolk | Remo                       | Doble scull ligero (LW2x) F |
| Equipo | Waterpolo                  | Torneo F                    |
| Plata |                            |                             |
| Hans Peter Minderhoud (Nadine) Imke Schellekens-Bartels (Sunrise) Anky van Grunsven (Salinero)                                                             | Hípica                     | Doma por eqs.               |
| Deborah Gravenstijn | Judo                       | –57 kg F                    |
| Femke Dekker Marlies Smulders Nienke Kingma Roline Repelaer van Driel Annemarieke van Rumpt Helen Tanger Sarah Siegelaar Annemiek de Haan Ester Workel (t) | Remo                       | Ocho con timonel (W8+) F    |
| Annemieke Bes Mandy Mulder Merel Witteveen | Vela                       | Yngling F                   |
| Lobke Berkhout Marcelien de Koning | Vela                       | 470 F                       |
| Bronce |                            |                             |
| Ruben Houkes | Judo                       | –60 kg M                    |
| Henk Grol | Judo                       | –100 kg M                   |
| Elisabeth Willeboordse | Judo                       | –63 kg F                    |
| Edith Bosch | Judo                       | –70 kg F                    |